# Gare d'Hyères
Pour l’article ayant un titre homophone, voir Gare d'Yerres.
La gare d'Hyères est une gare ferroviaire française de la ligne de La Pauline-Hyères aux Salins-d'Hyères, située sur la commune d'Hyères, dans le département du Var en région Provence-Alpes-Côte d'Azur.
Elle est ouverte en 1875 par la Compagnie des chemins de fer de Paris à Lyon et à la Méditerranée (PLM).
C'est une gare de la Société nationale des chemins de fer français (SNCF), desservie par le TGV et des TER Provence-Alpes-Côte d'Azur.

## Situation ferroviaire
Établie à 19 mètres d'altitude, la gare d'Hyères est située au point kilométrique (PK) 9,922 de la ligne de La Pauline-Hyères aux Salins-d'Hyères, entre les gares de La Crau et de La Plage-d'Hyères (fermée).
Depuis l'arrêt de l'exploitation de la section située après le PK 10,849, la gare d'Hyères est devenue le terminus de cette courte ligne.

## Histoire
La gare d'Hyères est mise en service le 6 décembre 1875 par la Compagnie des chemins de fer de Paris à Lyon et à la Méditerranée (PLM), lorsqu'elle ouvre à l'exploitation la première section de l'embranchement d'Hyères qui débute en gare de La Pauline-Hyères (anciennement dénommée Hyères) à côté de la ligne de Toulon à Nice dont elle se débranche à la sortie de la gare.
Elle devient une gare de passage le 10 juillet 1876, lors du prolongement de l'embranchement jusqu'à la gare des Salins-d'Hyères, via la gare de La Plage-d'Hyères.

## Train auto couchette

### Accueil
Gare SNCF, elle dispose d'un bâtiment voyageurs, avec guichet, ouvert tous les jours. Elle est équipée d'automates pour l'achat de titres de transport.

### Desserte
Hyères est desservie par des TGV en provenance ou en direction de Paris-Gare-de-Lyon à raison de 1 aller/retour par jour. Hyères est également desservie par les trains TER Provence-Alpes-Côte d'Azur (ligne de Marseille à Hyères en passant par Toulon) en horaire cadencé de 5 h 30 à 22 h, celui-ci étant limité à Toulon. Le trajet de Marseille à Hyères s’effectue en 1 h 20 min environ.

### Intermodalité
Des parkings pour les véhicules sont aménagés. La gare est desservie par des bus du (réseau Mistral) (Lignes 16, 17, 23, 29, 39 et 67).

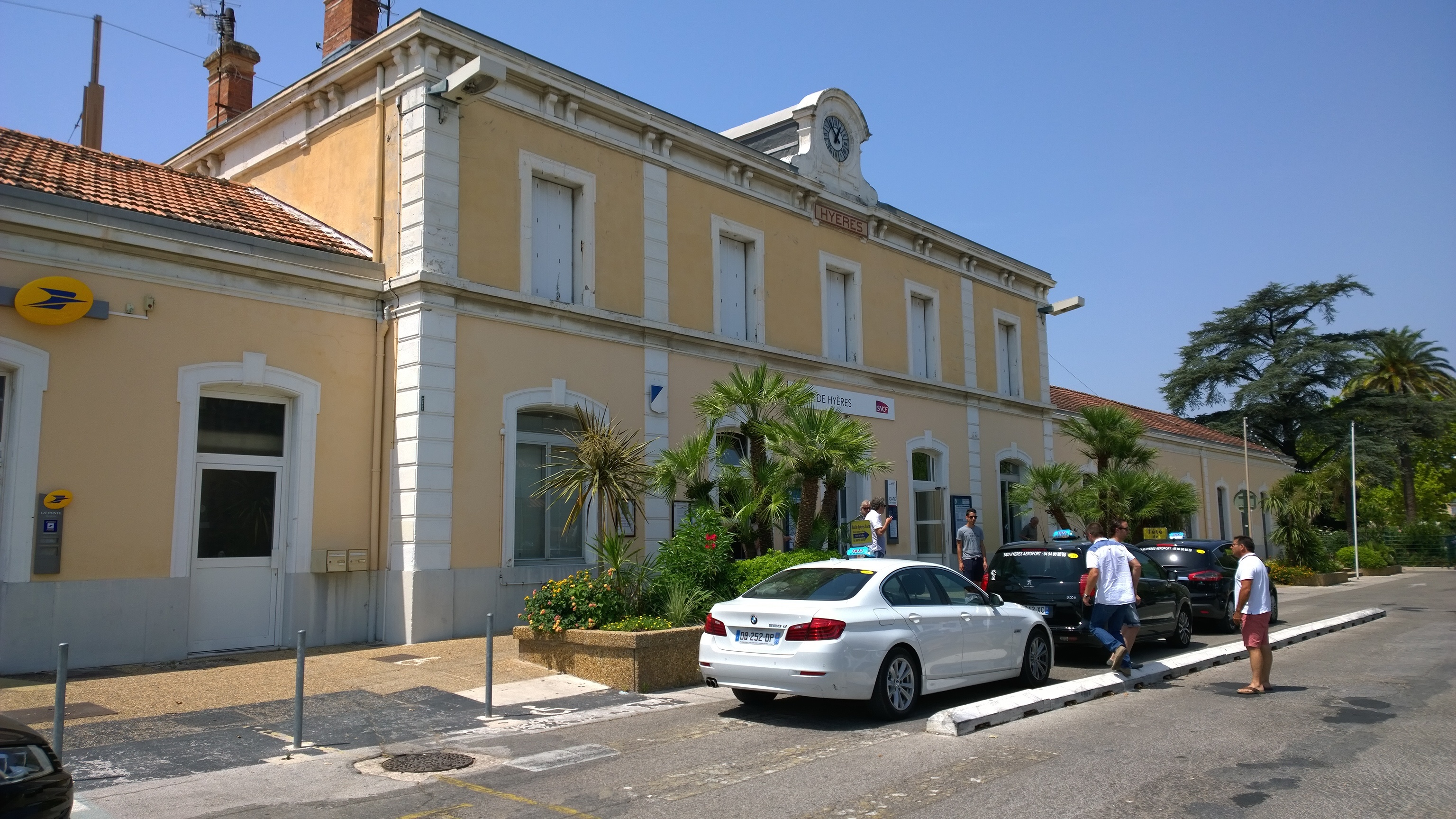
Entrée de la gare et taxis.
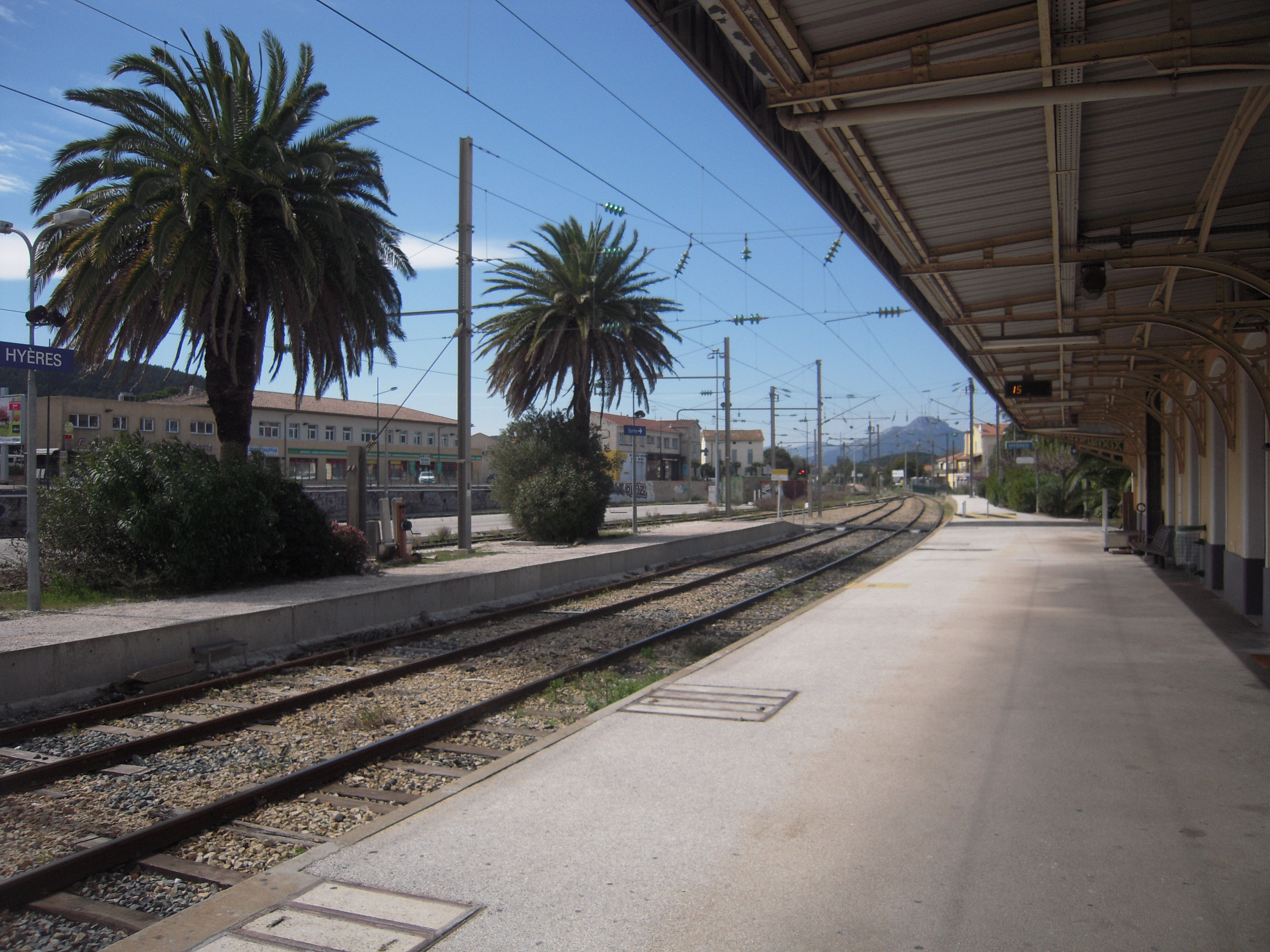
Quais de la gare.
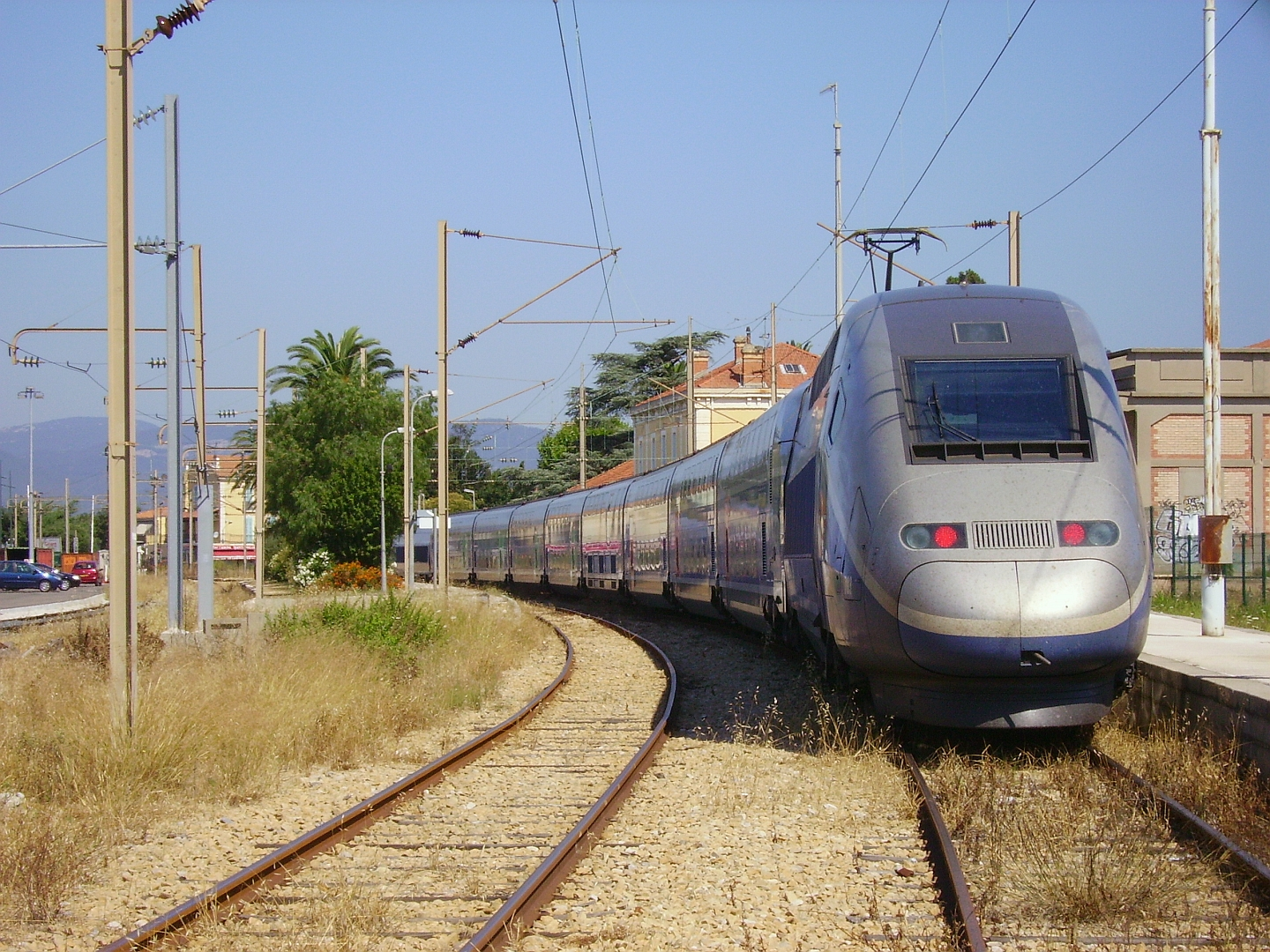
TGV à quai.

## La gare au cinéma
La gare apparait dans le film Le Gendarme et les Gendarmettes, dernier opus de la série Le Gendarme. On aperçoit l'extérieur et les quais de la gare où l'adjudant Gerber (Michel Galabru) et le maréchal des logis chef Cruchot (Louis de Funès) pensent y accueillir les nouvelles gendarmettes.
A noter, une erreur dans le film, où le train est annoncé comme allant à Vintimille alors que la gare d'Hyères est un cul-de-sac.

## Projet
La métropole Toulon-Provence-Méditerranée et la ville d'Hyères souhaiteraient réutiliser la plate-forme de la ligne ferroviaire entre la gare SNCF et l'aéroport, afin de permettre une meilleure desserte de ce dernier par les transports en commun ; une navette autonome doit ainsi être mise en place, après des travaux prévus en 2028.